# James Audley († 1272)
James Audley (auch James of Aldithley) (* um 1220; † um den 11. Juni 1272) war ein englischer Magnat. Von 1270 bis 1272 war er Justiciar of Ireland.

## Herkunft und Erbe
James Audley entstammte der englischen Adelsfamilie Audley, die in den Welsh Marches ansässig war. Er war ein Sohn von Henry Audley und von Bertred, einer Tochter des Richters Ralph Mainwaring. Nach dem Tod seines Vaters im Herbst 1246 erbte er dessen Güter, die vor allem in Staffordshire und Shropshire lagen und deren Mittelpunkt Heighley Castle war. Am 19. November 1246 huldigte er König Heinrich III.

## Aufstieg im Dienst der Krone
1244 hatte Audley Ela Longespée geheiratet, eine Tochter von William II Longespée. Sie war auch eine Cousine von König Heinrich III. und brachte als Mitgift das Gut von Stratton in Oxfordshire mit in die Ehe. 1250 trat Audley in den Dienst der Krone, als er zum Verwalter von Stadt und Burg Newcastle-under-Lyme ernannt wurde. Im gleichen Jahr sollte er einen Streit zwischen Fulk Fitzwarine und Thomas Corbet in den Welsh Marches beilegen. In den nächsten Jahren erhielt er weitere, ähnliche Aufträge. Am 29. April 1257 begleitete er Richard von Cornwall, den Bruder des Königs, als dieser in Aachen zum römisch-deutschen König gekrönt wurde. Während seiner Abwesenheit kam es zum Krieg mit mehreren walisischen Fürstentümern. Die Waliser plünderten Audleys Gut bei Nantwich und andere Besitzungen, worauf er bei seiner Rückkehr Ende September 1257 Vergeltung übte und seinerseits einen Überfall nach Wales unternahm.

## Rolle im Krieg der Barone
Wegen seiner Nähe zur königlichen Familie und wegen seiner lokalen Macht in den Welsh Marches spielte Audley eine wichtige Rolle, als ab April 1258 eine Adelsopposition gegen den König rebellierte und die Macht ergriff. Als Kandidat des Königs gehörte er dem 15-köpfigen Staatsrat an, der nach den Provisions of Oxford ab 1258 die Macht in England übernommen hatte. Audley war einer der Zeugen, als der König am 18. Oktober 1258 die Befugnisse des Staatsrats bestätigte. Im November 1259 sollte er mit dem Richter Giles of Erdington eine Gerichtsreise nach Northamptonshire, Buckinghamshire und Bedfordshire durchführen, wurde jedoch nach dem Besuch in Northamptonshire durch Philip Marmion abgelöst. Der Grund hierfür war die sich verschlechternde Lage in den Welsh Marches, wo es weiter zu Konflikten mit den walisischen Fürsten kam. Bereits zuvor hatte Audley mit Fürst Llywelyn ap Gruffydd einen Waffenstillstand vereinbart, den er im Juni 1259 verlängern sollte. Nun sollte er nicht nur einen Waffenstillstand mit den Walisern, sondern einen Friedensvertrag aushandeln. Audley konnte zwar keinen Friedensvertrag erreichen, doch sein Auftrag wurde 1260, 1262, 1263 und 1265 erneuert. 
Als die Arbeit des Staatsrats wegen innerer Streitigkeiten zum Erliegen kam und der König im Frühjahr 1261 seine Macht zurückgewann, blieb Audley ein führender Unterstützer des Königs in den Welsh Marches. Im Mai 1261 wurde er Verwalter der Burgen von Bridgnorth und Shrewsbury, dazu wurde er im Juli Sheriff von Shropshire und Staffordshire. Als Vertreter des Königs war er vor allem bei jüngeren Baronen, die auf der Seite der  Adelsopposition standen, unbeliebt. 1262 wurden seine Besitzungen von Rebellen geplündert. Gegen seine Amtsführung als Sheriff erhob sich Widerstand, doch nachdem er die Einhaltung der Provisions of Oxford bestätigt hatte, konnte er zunächst seine Ämter behalten. Nachdem im Sommer 1263 die Macht wieder an die Adelsopposition übergegangen war, wurde Audley im August von der Regierung der Barone als Sheriff abgesetzt, worauf ihn der König im Dezember zum Bewahrer des Friedens in den beiden Counties ernannte. Am 16. Dezember 1263 schwor er, den Schiedsspruch des französischen Königs über die Gültigkeit der Provisions of Oxford, den sogenannten Mise of Amiens anzuerkennen. Als es dennoch im Frühjahr 1264 zum offenen Krieg der Barone gegen den König kam, nahm Audley auf der Seite des Königs Anfang April an der Eroberung von Northampton und im Mai an der Schlacht von Lewes teil. In der Schlacht, die ein entscheidender Sieg der Barone wurde, geriet er in Gefangenschaft. Wie zahlreiche andere Marcher Lords wurde er mit der Bedingung, sich vor einem Parlament zu verantworten, rasch wieder freigelassen. Dennoch verweigerte er sein Erscheinen vor dem für Juli einberufenen Parlament. Daraufhin unternahm Simon de Montfort, 6. Earl of Leicester, der Führer der Barone, im August einen Feldzug in die Welsh Marches. Audley musste sich ergeben und am 25. August 1264 seinen Sohn Nicholas als Geisel stellen. Dennoch blieb Audley auf der Seite des Königs, und in den Welsh Marches gab es weiterhin Widerstand gegen die Regierung der Barone. Als der Thronfolger Lord Eduard im Frühjahr 1265 der Bewachung der Barone entkommen konnte, unterstützte Audley ihn. Er rekrutierte in Lancashire Verstärkungen für Lord Eduard, so dass er vermutlich nicht an der Schlacht von Evesham teilnahm.·Nach dem entscheidenden Sieg der königlichen Partei in der Schlacht ernannte Lord Eduard Audley zum Justiciar von Chester, was er bis 1267 blieb.

## Justiciar von Irland
Audley wollte am Kreuzzug des Prinzen Eduard teilnehmen, doch Lord Eduard wünschte, dass er während seiner Abwesenheit auf dem Kreuzzug seine Besitzungen mit verwaltete. Höchstwahrscheinlich unternahm Audley 1268 eine Pilgerreise nach Santiago de Compostela, was wohl als Ersatz für den nicht unternommenen Kreuzzug dienen sollte. Am 8. August 1270 wurde Audley zum Justiciar of Ireland ernannt. Die Kosten, die Audley durch dieses Amt entstanden, überstiegen bei weitem das Gehalt, das er bezog, weshalb sich Audley hoch verschulden musste. Schließlich starb er in Irland durch Genickbruch nach einem Reitunfall. 

## Heirat und Nachkommen
Wahrscheinlich lebte Audley ab 1266 getrennt von seiner Frau Ela Longespée.·Mit ihr hatte er mindestens fünf Söhne und eine Tochter, darunter:
- James Audley (1250–1273)
- Henry Audley (1251–1276)
- William Audley (1253–1282)
- Nicholas Audley (vor 1258 bis 1299)
- Hugh Audley (um 1267 bis um 1325)

Sein Haupterbe wurde sein Sohn James, nach dessen frühen Tod folgten ihm die jüngeren Söhne Henry und William nach. Schließlich erbte Ende 1282 Nicholas Audley die Besitzungen seines Vaters. Hugh Audley, der jüngste Sohn, erbte Stratton in Oxfordshire, das seine Mutter mit in die Ehe gebracht hatte.